# Греньков Олександр Миколайович
Олександр Миколайович Греньков (біл. Аляксандр Мікалаевіч Грэнькоў; рос. Александр Николаевич Греньков, нар. 20 січня 1978, Осиповичі, Могилевська область) — білоруський футболіст, захисник.

## Біографія
Почав кар'єру в жодинському «Торпедо», потім перейшов в мінське «Динамо», в 2004—2005 грав за солігорський «Шахтар», з яким виграв чемпіонство в 2005 році. 
На початку 2006 року вирушив в Україну, ставши гравцем «Кривбасу», але не зіграв жодного матчу і незабаром повернувся в «Торпедо».
У 2009 році вдруге перейшов в «Шахтар». Довгий час був основним опорним півзахисником, але в сезоні 2013 став з'являтися на полі лише епізодично.
В лютому 2014 року перейшов в «Смолевичі-СТІ», але через проблеми зі здоров'ям так і не зіграв за смолевицький клуб і завершив кар'єру.

## Досягнення
- Чемпіон Білорусіїː 2005
- Срібний призер чемпіонату Белоруссииː 2001, 2010, 2011, 2012, 2013
- Бронзовий призер чемпіонату Белоруссииː 2000, 2003, 2004
- Володар Кубка Білорусіː 2002/03, 2003/04

## Статистика
| Сезон       | Дивізіон | Клуб                | Країна   | Матчі | Голи |
| ----------- | -------- | ------------------- | -------- | ----- | ---- |
| 1996        | Д2       | Торпедо (Жодино)    | Білорусь | 14    | 1    |
| 1997        | Д2       | Торпедо (Жодино)    | Білорусь | 21    | 1    |
| 1998        | Д2       | Торпедо (Жодино)    | Білорусь | 28    | 7    |
| 1999        | Д2       | Торпедо (Жодино)    | Білорусь | 24    | 2    |
| 2000 (1)    | Д2       | Торпедо (Жодино)    | Білорусь | 11    | 2    |
| 2000 (2)    | Д1       | Динамо (Мінськ)     | Білорусь | 10    | 0    |
| 2001        | Д1       | Динамо (Мінськ)     | Білорусь | 25    | 1    |
| 2002        | Д1       | Динамо (Мінськ)     | Білорусь | 0     | 0    |
| 2003        | Д1       | Динамо (Мінськ)     | Білорусь | 24    | 0    |
| 2004        | Д1       | Шахтар (Солігорськ) | Білорусь | 16    | 4    |
| 2005        | Д1       | Шахтар (Солігорськ) | Білорусь | 26    | 1    |
| 2005/06 (2) | Д1       | Кривбас             | Україна  | 0     | 0    |
| 2006 (2)    | Д1       | Торпедо (Жодино)    | Білорусь | 12    | 1    |
| 2007        | Д1       | Торпедо (Жодино)    | Білорусь | 24    | 0    |
| 2008        | Д1       | Торпедо (Жодино)    | Білорусь | 28    | 3    |
| 2009        | Д1       | Шахтар (Солігорськ) | Білорусь | 24    | 4    |
| 2010        | Д1       | Шахтар (Солігорськ) | Білорусь | 32    | 2    |
| 2011        | Д1       | Шахтар (Солігорськ) | Білорусь | 33    | 1    |
| 2012        | Д1       | Шахтар (Солігорськ) | Білорусь | 25    | 0    |
| 2013        | Д1       | Шахтар (Солігорськ) | Білорусь | 6     | 0    |